# Cot Lubukaceh
Cot Lubukaceh är en kulle i Indonesien.   Den ligger i provinsen Aceh, i den västra delen av landet, 1 700 km nordväst om huvudstaden Jakarta. Toppen på Cot Lubukaceh är 51 meter över havet.
Terrängen runt Cot Lubukaceh är platt. Havet är nära Cot Lubukaceh åt nordost.Runt Cot Lubukaceh är det tätbefolkat, med 550 invånare per kvadratkilometer. Närmaste större samhälle är Lhokseumawe, 5,5 km nordost om Cot Lubukaceh. I omgivningarna runt Cot Lubukaceh växer i huvudsak städsegrön lövskog.